# Gonzalo Ramos
Gonzalo Ramos (Madrid, Espanya, 19 de setembre de 1989) és un actor de cinema i televisió madrileny. Un dels seus papers més coneguts, és el de Julio de la Torre en la sèrie Física o Química.

## Filmografia

### Cinema
- El guardavías (2004)
- Lucía (2005, curtmetratge)
- La vida en rojo (2008)
- Cama Blanca (2010, curtmetratge)
- Creuant el límit (2010)
- Encontrarás dragones (2011)
- La noche rota (2011, curtmetratge, com a actor i productor)
- Y la muerte lo seguía (2011, curtmetratge)
- Tarde (2012, curtmetratge, com a actor i productor)

### Televisió
- Hospital Central (2006)
- MIR (2007)
- Los hombres de Paco (2007)
- Hay que vivir (2007)
- Hermanos & detectives (2007)
- Maitena: Estados alterados (2008)
- Física o química (2011)
- Titanic: Sangre y acero (2012)
- Amar es para siempre (2011-2012)